# Яцук, Вадим Петрович
Вади́м Петро́вич Яцу́к (17 августа 1953, Верхнеозёрский, Воронежская область — 8 ноября 2015, Москва) — советский и российский актёр театра и кино.

## Биография
Родился в посёлке Верхнеозёрском Таловского района Воронежской области. Вскоре семья переехала в город Североуральск Свердловской области, где Вадим с братом-близнецом Виктором посещали художественную самодеятельность в местном Доме культуры. С 1971 года служил пограничником в Советской армии, в Амурской области, на границе с Китаем.
В 1974 году поступил в Свердловское театральное училище на курс Е. Н. Агурова, по окончании которого в 1978 году был приглашён в труппу Оренбургского областного драматического театра имени Горького.
В 1984—1987 годах работал в Сахалинском областном драмтеатре имени А. П. Чехова, а в 1987—1993 годах в Кокчетавском областном драматическом театре.
С 1993 года стал актёром Театра на Покровке в Москве.
В кино дебютировал в 2000 году в телесериале «Дальнобойщики», часто снимался вместе со своим братом Виктором.
Скончался 4 ноября 2015 года в Москве. Похоронен 14 ноября 2015 года в посёлке Калья Североуральского городского округа Свердловской области рядом со своим братом Виктором.

### Семья
- Брат-близнец — Виктор Петрович Яцук (1953—2012), актёр.

## Работы в театре
Театр на Покровке
- «Гамлет» У. Шекспира — Гильденстерн
- «Горе от ума» А. Грибоедова — Г.N.
- «Дикарка» А. Островского и Н. Соловьёва — Гаврило Павлыч
- «Кабала святош» Ж.-Б. Мольера — Брат сила
- «На дне» М. Горького — Клещ
- «Пастух» А. Максимова — грузинский товарищ
- «По щучьему велению…» по русской народной сказке
- «Ревизор» Н. Гоголя — Пётр Иванович Добчинский
- «Ревность» М. Арцыбашева — князь Дарбельяни
- «Старший сын» А. Вампилова — Сосед
- «Уроки музыки» Л. Петрушевской — Иванов
- «Царевна-Лягушка» по русской народной сказке

## Фильмография
- 2000 — Дальнобойщики (серии 1, 2, 6, 14, 16, 17, 18) — дальнобойщик Павел Марчук
- 2003 — Люди и тени-2. Оптический обман
- 2004 — Дальнобойщики 2 (серии 1, 4, 5, 7, 8) — дальнобойщик Павел Марчук
- 2007 — Оплачено смертью (2 фильм «Кровавая Виктория») — 1-й одуванчик
- 2008 — Общая терапия (9-я серия «Кровные узы») — брат-близнец Василий Иванович Вихров, пациент Заславского
- 2008 — Цыганки — эпизод
- 2010 — Найди меня — Толя, охранник на аттракционах